# R. Lee Lyman
Richard Lee Lyman (* 13. Januar 1951 in Dayton, Washington) ist ein US-amerikanischer Archäologe. Als Archäozoologe erwarb er sich besondere Verdienste bei der Einbringung taphonomischer und paläontologischer Strenge in diese Disziplin und setzte Standards in deren Methodik und Technik.

## Leben

### Studium und akademische Lehrtätigkeit
Lyman verbrachte seine Kindheit im Südosten des Bundesstaates Washington und wuchs dort mit zwei Brüdern auf. Später studierte er an der Washington State University und erhielt dort im Juni 1973 einen Bachelor of Arts in Anthropologie, im Juni 1976 einen Master of Arts in Anthropologie und im Juni 1982 einen Ph.D. in Anthropologie. Bereits früh in seinem Studium kam Lyman, im Zuge erster archäologischer Feldforschung, zu der Erkenntnis, dass sein wissenschaftliches Interesse in der Untersuchung tierischer Knochen liegt. So wurde das Thema seiner Masterarbeit auch A Cultural Analysis of Faunal Remains from the Alpowa Locality. Während seines weiteren Studiums vertiefte sich dieses Interesse weiter. Das Thema seiner Dissertation war The Taphonomy of Vertebrate Archaeofaunas. Von September 1982 bis August 1986 lehrte er als Assistant Professor am Department of Anthropology der Oregon State University. Danach wechselte er an die University of Missouri-Columbia, an dessen Department of Anthropology er von August 1986 bis August 1989 als Assistant Professor, von August 1989 bis August 1995 als Associate Professor und ab August 1995 als Professor lehrte. Daneben ist er seit August 2000 Vorsitzender des Department of Anthropology.
2002 war er der erste William D. Lipe Visiting Scholar in Archaeological Method and Theory an der Washington State University. Im April 2011 erhielt er den Fryxell Award for Interdisciplinary Research der Society for American Archaeology in der Kategorie Zoological Sciences. Nach Ansicht der Society for American Archaeology hatten die Ergebnisse seiner langjährigen Arbeit entscheidenden Einfluss darauf den Wert der Nutzung archäologischer Forschungsergebnisse in der Quartärforschung und der Naturschutzbiologie für das Verständnis vergangener Ökosysteme zu verdeutlichen.
Er ist Mitglied der Northwest Scientific Association, der Society for American Archaeology, der Society for Northwestern Vertebrate Biology, der Society of Ethnobiology und der Association for Washington Archaeology.
Lyman ist seit 1974 verheiratet. Aus der Ehe gingen zwei Kinder hervor.

### Archäologische Forschungstätigkeit
Lymans archäologisches Forschungsinteresse liegt vor allem in der Archäozoologie und der Betrachtung ihrer Methodik und Theorie. Des Weiteren in der Biogeographie, der Paläobiologie, der Paläoökologie und der Fossilisation. Die von ihm zu Beginn seiner archäologischen Karriere betriebene Forschung zur Entwicklung einer Methodik zur Messung der Tierknochendichte setzte Maßstäbe und erweiterte die Möglichkeiten Aussagen über den Einfluss menschlicher und nichtmenschlicher Faktoren auf die Bildung tierischer Fundgruppen. Besonders seine Forschungen zu Hirschen fanden in der archäologischen Gemeinde schnell Anklang und wurden bald auf weitere Taxa übertragen. Weitere nennenswerte Forschung umfasst seine Arbeit zu Meeressäugetieren unter Berücksichtigung der sie betreffenden Bejagung und Verarbeitung, ihrer daraus resultierenden demographischen Entwicklung, sowie biogeographischer Aspekte. Beispielhaft hierzu ist seine Arbeit zu Seeottern. Nachdem von den Aleuten stammende Seeotter in den 1970er Jahren an den Küsten von Washington, Oregon und British Columbia angesiedelt worden waren, kam es innerhalb der nächsten zehn Jahre zu einem vollständigen Verschwinden ihrer Populationen in Oregon, sowie einem fast gänzlichen Verschwinden in Washington. Als Lyman, nach dessen Ansicht die Archäozoologie einen wichtigen Betrag für den Naturschutz leisten kann, von diesem Phänomen erfuhr, analysierte er die Überreste prähistorischer Seeotterpopulationen in Oregon und stellte fest, dass die phänotypischen Übereinstimmungen der Form und Größe ihrer Zähne zu heutigen Seeotterpopulationen in Kalifornien größer sind, als die Übereinstimmungen zu Populationen bei den Aleuten. (Sehr viel spätere DNS-Untersuchungen anderer Wissenschaftler bestätigten dies.) Lyman kam nun zu dem Schluss, dass die falsche Seeotterpopulation angesiedelt worden war und dass kalifornische Seeotter eine höhere Überlebenschance gehabt hätten.
Weitere Interessensgebiete sind die Geschichte der Methodik und Theorie der nordamerikanischen Archäologie, sowie die Kultur- und Naturgeschichte der westlichen Vereinigten Staaten, besonders die seines Heimatbundesstaates Washington. Er ist damit einer der wenigen Forscher, die sich dem Bundesstaat zu diesen Themen widmen.

## Veröffentlichungen (Auswahl)
- Prehistory of the Oregon Coast. The Effects of Excavation Strategies and Assemblage Size on Archaeological Inquiry. (1991, Academic Press, San Diego)
- Vertebrate Taphonomy. (1994, Cambridge University Press, Cambridge)
- mit Michael J. O’Brien, Robert C. Dunnell (Hrsg.): Americanist Culture History. Fundamentals of Time, Space, and Form. (1997, Plenum Press, New York)
- mit Michael J. O’Brien, Robert C. Dunnell: The Rise and Fall of Culture History. (1997, Plenum Press, New York)
- White Goats, White Lies. The Abuse of Science in Olympic National Park. (1998, University of Utah Press, Salt Lake City)
- mit Michael J. O’Brien: James A. Ford and the Growth of Americanist Archaeology. (1998, University of Missouri Press, Columbia)
- mit Michael J. O’Brien: Seriation, Stratigraphy, and Index Fossils. The Backbone of Archaeological Dating. (1999, Kluwer Academic/Plenum Press, New York)
- mit Michael J. O’Brien (Hrsg.): Measuring the Flow of Time: The Works of James A. Ford, 1935–1941. (1999, University of Alabama Press, Tuscaloosa)
- mit Michael J. O’Brien: Applying Evolutionary Archaeology. A Systematic Approach. (2000, Kluwer Academic/Plenum Press, New York)
- mit Michael J. O’Brien  (Hrsg.): Setting the Agenda in American Archaeology. The National Research Council Archaeological Conferences of 1929, 1932, and 1935. (2001, University of Alabama Press, Tuscaloosa)
- mit Michael J. O’Brien: W. C. McKern and the Midwestern Taxonomic Method. (2003, University of Alabama Press, Tuscaloosa)
- mit R. Lee Lyman (Hrsg.): Style, Function, Transmission: Evolutionary Archaeological Perspectives. (2003, University of Utah Press, Salt Lake City)
- mit Michael J. O’Brien: Cladistics and Archaeology. (2003, University of Utah Press, Salt Lake City)
- mit Kenneth P. Cannon (Hrsg.): Zooarchaeology and Conservation Biology. (2004, University of Utah Press, Salt Lake City)
- mit Michael J. O’Brien, Michael B. Schiffer: Archaeology as a Process. Processualism and Its Progeny. (2005, University of Utah Press, Salt Lake City)
- mit Michael J. O’Brien: Measuring Time with Artifacts. A History of Methods in American Archaeology. (2006, University of Nebraska Press, Lincoln)
- Quantitative Paleozoology. (2008, Cambridge University Press, Cambridge)
- mit Steve Wolverton (Hrsg.): Conservation Biology and Applied Zooarchaeology. (2012, University of Arizona Press, Tucson)